# Dhardo Rinpoché
Dhardo Rinpoché, né Thubten Lhundup Legsang en 1917 et décédé le 24 mars 1990, était le 12e d'une lignée de tulkous de Dhartsendo, à la frontière orientale du Tibet ; il venait du Gompa nyingma de Dhartsendo appelé Dorje Drak (à ne pas confondre avec un autre Dorje Drak, du Tibet central). Le 11e tulkou fut élevé au rang d'abbé du monastère de Drépung et, au moment de l'invasion du Tibet par la Chine en 1912, il était le plus ancien des abbés à la retraite de l'Assemblée nationale. Il mourut en 1916 et le 12e tulkou naquit en 1917.

## Biographie
Dhardo Rinpoché suit l'éducation monastique tibétaine traditionnelle, recevant son diplôme de guéshé au niveau Lharmapa au monastère de Drépung. Il poursuit ses études au collège tantrique de Gyud-med à Lhassa. En 1951, il est nommé abbé du monastère tibétain de Bodh Gaya et, à partir de 1954, il séjourne chaque année quelques mois à Kalimpong, près de la frontière indo-tibétaine. Kalimpong allait devenir une étape importante pour les Tibétains fuyant l'invasion chinoise. En 1952, Dhardo Rinpoché y fonde l'Institut Culturel Bouddhiste Indo-tibétain (ITBCI), qui ouvre quelque temps après un orphelinat et une école pour les enfants des réfugiés tibétains.
Il est abbé du monastère de Yiga Choeling, à Ghum, de 1964 jusqu'à sa mort en 1990. En 1962, il cesse de travailler à Bodh Gaya.
Dans les années 1950 et 1960, Dhardo Rinpoché est le maître et ami de Sangharakshita, un bouddhiste anglais vivant à Kalimpong, où il passa 14 ans avant de retourner en Angleterre fonder les Amis de l'Ordre Bouddhiste Occidental (AOBO / FWBO), renommé en 2010 Communauté bouddhiste Triratna. Sangharakshita considérait Dhardo Rinpoché comme un bodhisattva vivant et il est toujours vénéré comme tel dans la communauté Triratna. Dans les années 1980, l'organisation caritative Aid For India de l'AOBO (aujourd'hui nommée Karuna Trust (UK) (en)) s'est engagée à financer l'école de l'ITBCI.

## Héritage
La devise de Dhardo Rinpoché était : « Chérissez la doctrine, vivez unis, rayonnez l'amour, », et cette devise devint celle de l'ITBCI et de son école.
Le treizième tulkou dans la lignée, Tenzin Legshad Wangdi, est né en 1991 et porte aussi le nom de Dhardo Tulkou.
Des portions des reliques de Dhardo Rinpoché été installées dans plusieurs stoupas en Occident : au centre de retraite de Sudarshanaloka  près de Thames en Nouvelle-Zélande, au centre de retraite de Padmaloka près de Norwich en Angleterre, au centre de retraite de Guhyaloka près d'Alicante en Espagne, au centre de retraite de Tiratanaloka au Pays de Galles, au centre de retraite de Vimaladhatu dans le Sauerland en Allemagne, et au centre bouddhiste d'Aryaloka dans le New Hampshire aux États-Unis.